# Teoria della scoperta portoghese dell'Australia

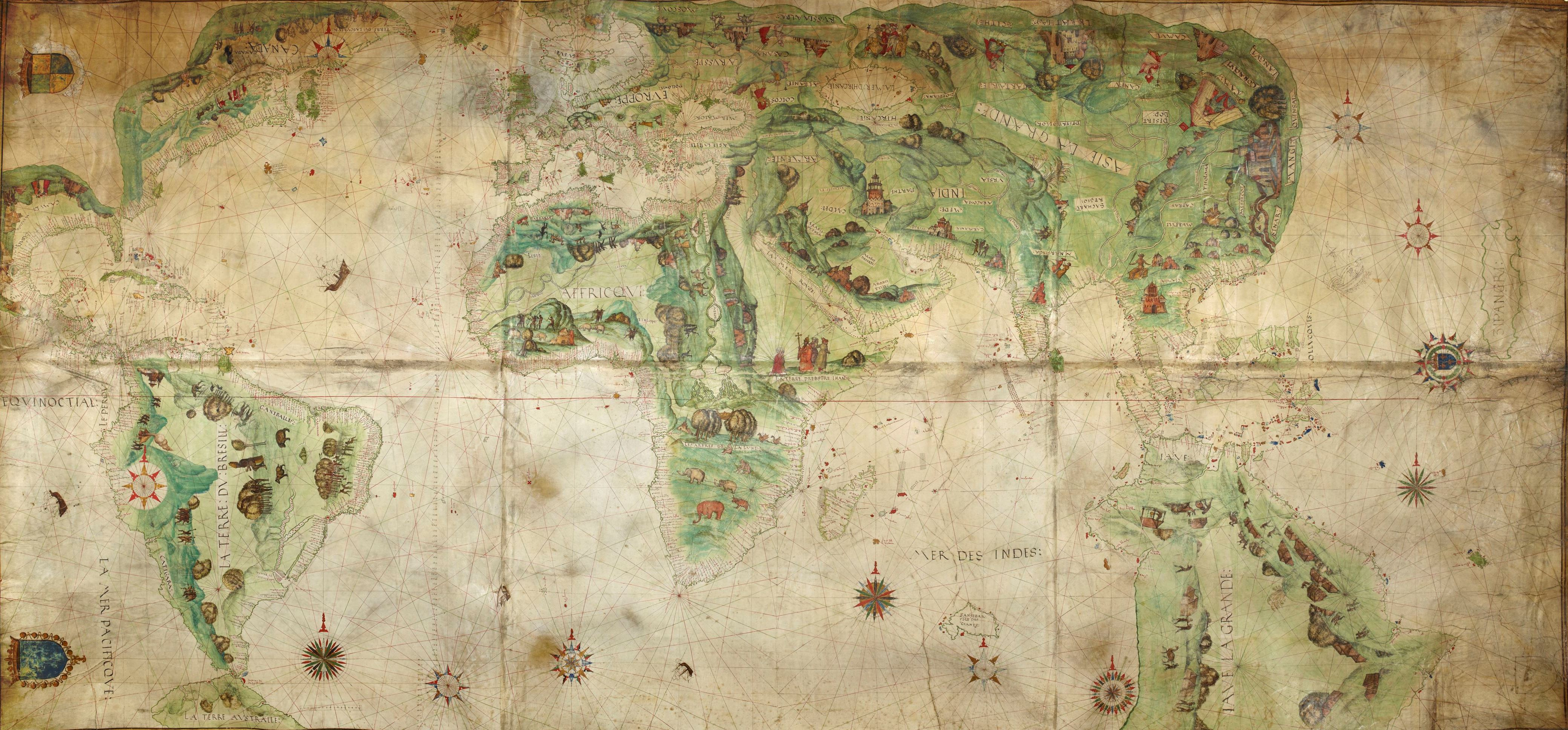
Il mappamondo harleiano, British Library, Add. MS 5413. Copia conservata presso la Biblioteca nazionale australiana.

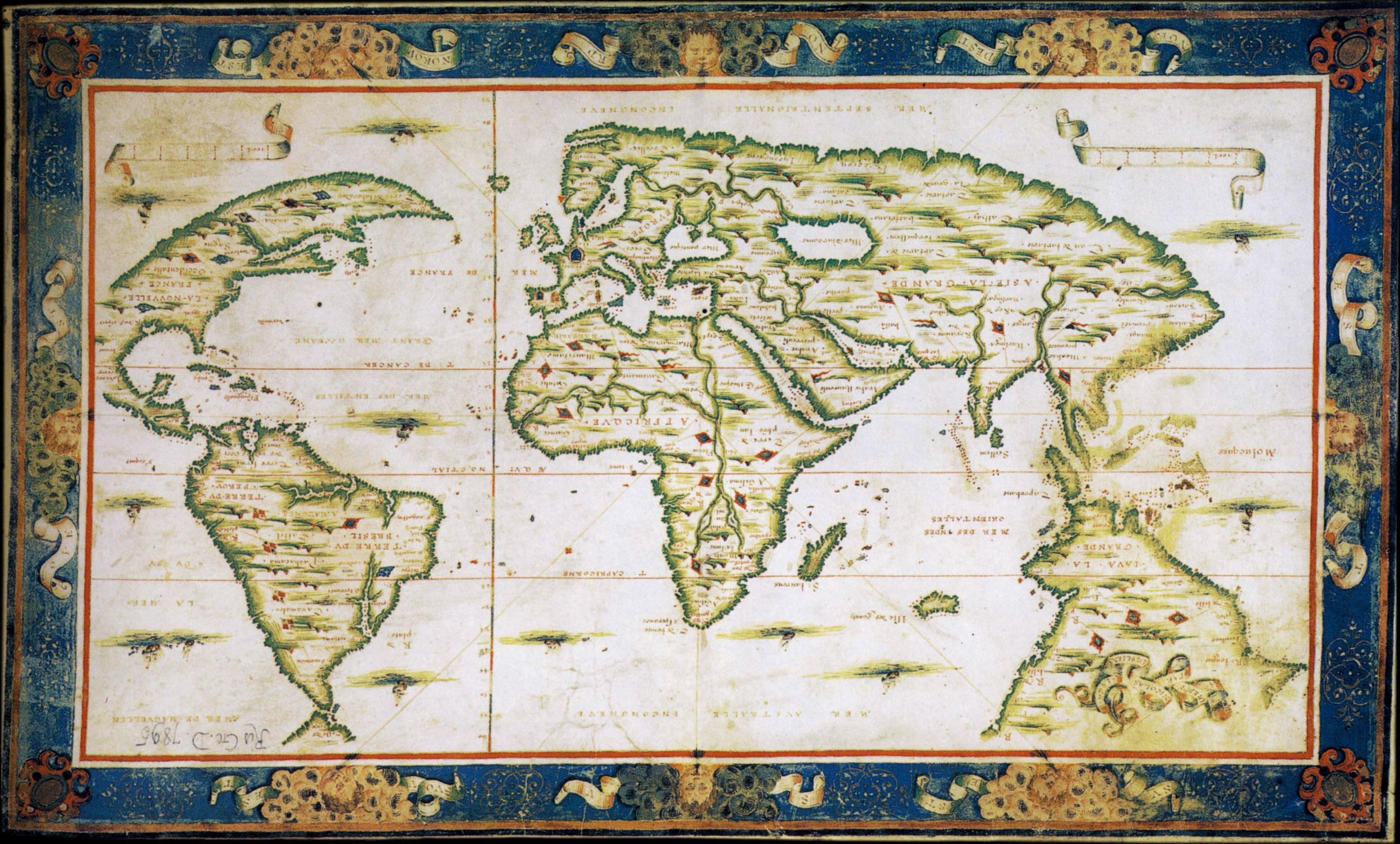
Mappa del mondo di Nicolas Desliens (1566), una delle mappe di Dieppe, Biblioteca nazionale di Francia, Parigi.

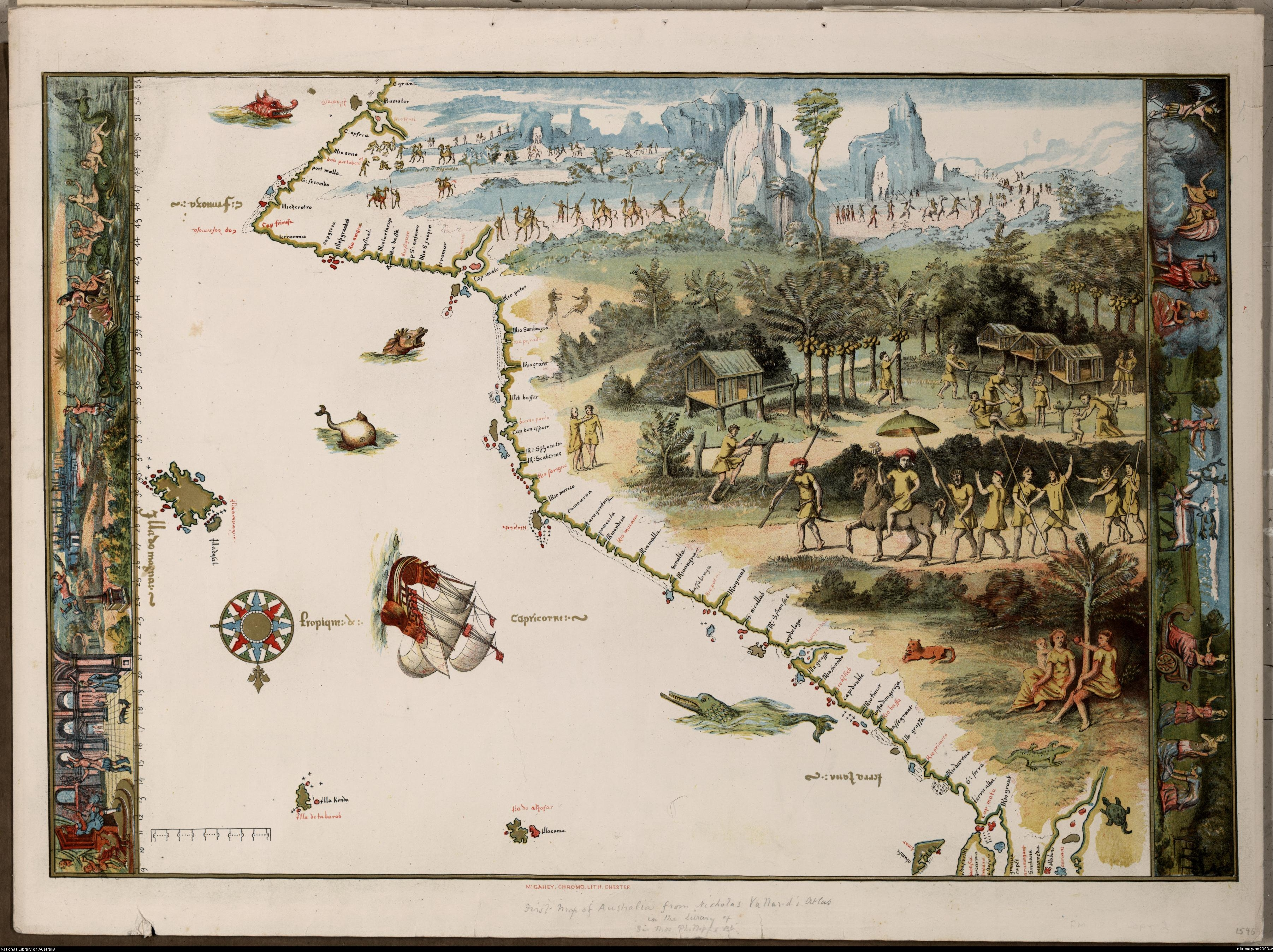
Costa orientale di Giava la Grande: dall'atlante di Nicholas Vallard, 1547. Parte di una copia del 1856 di una delle mappe di Dieppe. Copia conservata presso la Biblioteca nazionale australiana.

La sezione sud-orientale della mappa La Terre Australle Desceliers, che mostra le scoperte portoghesi lungo la costa orientale dell'Australia nei primi anni del XVI secolo.

La teoria della scoperta portoghese dell'Australia sostiene che i primi navigatori portoghesi furono i primi europei ad avvistare l'Australia tra il 1521 e il 1524, ben prima dell'arrivo del navigatore olandese Willem Janszoon nel 1606 a bordo della Duyfken, generalmente considerato il primo scopritore europeo. Sebbene priva di prove generalmente accettate, questa teoria si basa sui seguenti elementi:
- le mappe di Dieppe, un gruppo di mappe mondiali francesi del XVI secolo, raffigurano una vasta massa di terra tra l'Indonesia e l'Antardide. Etichettata come Giava la Grande, questa terra presenta toponimi francesi, portoghesi e portoghesi adattati al francese, ed è stata interpretata da alcuni come corrispondente alle coste nord-occidentali e orientali dell'Australia;
- la vicinanza delle colonie portoghesi nel Sud-est asiatico dal 1513-1516 circa, in particolare Timor portoghese, che dista circa 650 chilometri dalla costa australiana;[7][8][9]
- vari manufatti rinvenuti sulle coste australiane, ritenuti da alcuni reliquie dei primi viaggi portoghesi in Australia, ma generalmente considerati prove delle visite dei Makassar nell'Australia settentrionale.

La priorità delle prime visite non aborigene in Australia è stata inoltre rivendicata anche da Cina (ammiraglio Zheng), la Francia, la Spagna e persino la Fenicia, tutte però senza prove generalmente accettate.

## Storiografia

### Sviluppo della teoria nel XIX secolo
Sebbene lo scozzese Alexander Dalrymple avesse scritto sull'argomento già nel 1786, fu Richard Henry Major, conservatore delle mappe presso il British Museum, che nel 1859 compì i primi sforzi significativi per dimostrare che i portoghesi visitarono l'Australia prima degli olandesi. Il principale argomento a sostegno della sua tesi era costituito da un gruppo di mappe francesi della metà del XVI secolo, note come mappe di Dieppe. Tuttavia, oggi vi è ampio consenso sul fatto che il suo approccio alla ricerca storica fosse viziato e che le sue affermazioni fossero spesso esagerate. In un articolo accademico del 1861, Major annunciò la scoperta di una mappa di Manuel Godinho de Erédia, sostenendo che essa provasse una visita portoghese nell'Australia nord-occidentale, databile forse al 1601. In realtà, la mappa risale al 1630. Dopo aver finalmente rintracciato ed esaminato gli scritti di Erédia, Major si rese conto che il viaggio pianificato verso terre a sud di Sumba, in Indonesia, non aveva mai avuto luogo. Nel 1873 Major pubblicò una ritrattazione, ma la sua reputazione ne risultò compromessa. L'interpretazione di Major fu sottoposta a critica dallo storico portoghese Joaquim Pedro de Oliveira Martins, che concluse che né la patalie regiã sulla mappa mondiale di Antoine de La Sale del 1521 né la Giava la Grande delle mappe di Dieppe costituissero prova di visite portoghesi in Australia nel primo quarto del XVI secolo, ma che tale elemento fosse giunto sulle mappe dalle descrizioni delle isole dell'arcipelago della Sonda oltre Giava raccolte dai portoghesi da informatori locali.

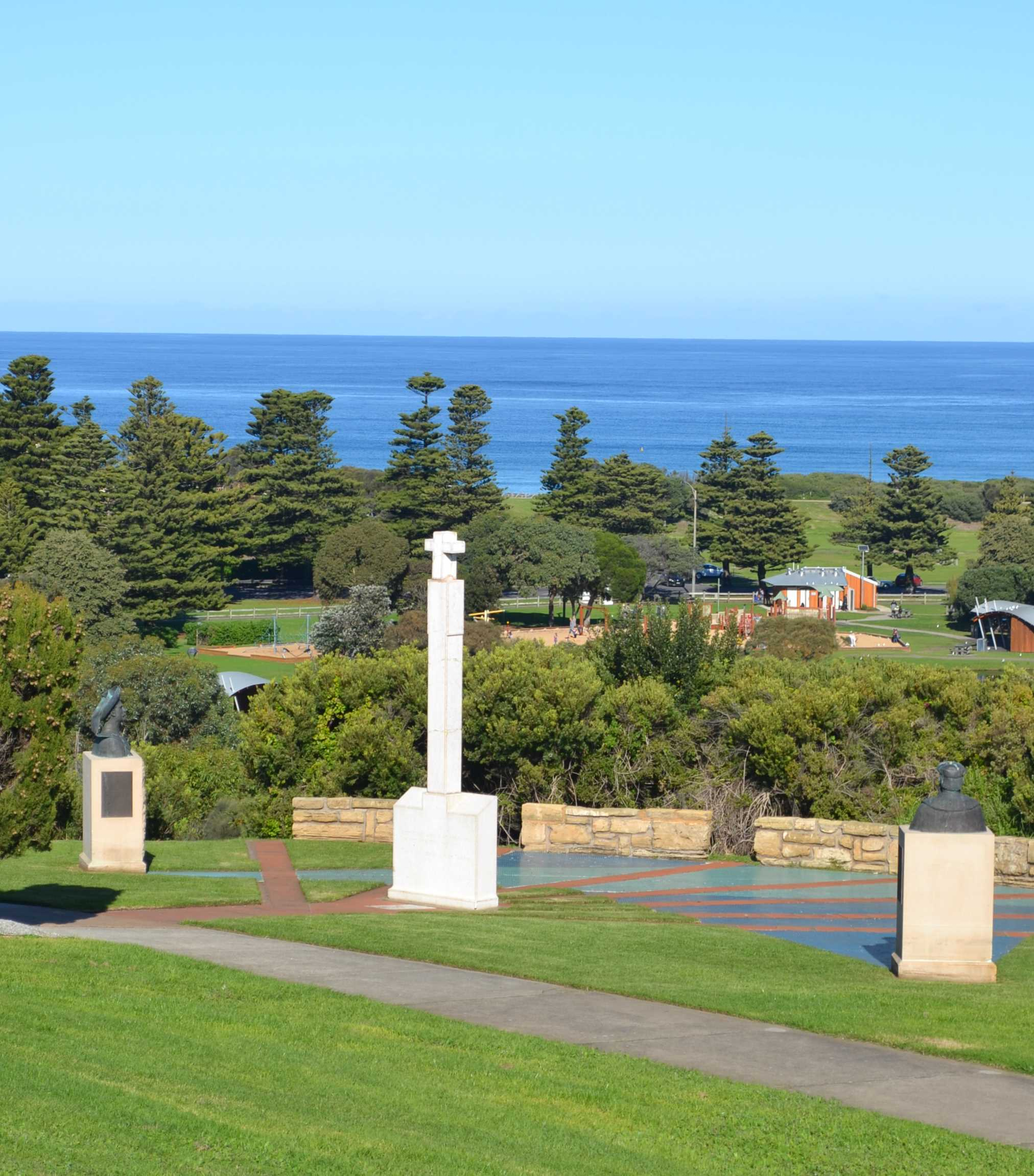
Monumenti dedicati a Vasco da Gama e Enrico il navigatore situati a Warrnambool, Victoria.

Nel 1895, George Collingridge pubblicò The Discovery of Australia, un tentativo di ricostruire tutti gli sforzi europei per trovare la «Grande Terra Australe» fino all'epoca di Cook, introducendo anche la propria interpretazione della teoria della visita portoghese in Australia, utilizzando le mappe di Dieppe. Collingridge, fluente in portoghese e spagnolo, fu ispirato dalla pubblicità seguita all'arrivo in Australia di copie di diverse mappe di Dieppe acquistate da biblioteche di Melbourne, Adelaide e Sydney. Nonostante vari errori nei toponimi e teorie «indifendibili» per spiegare gli spostamenti sulle mappe di Dieppe, il suo libro rappresenta uno sforzo notevole considerando che fu scritto in un'epoca in cui molte mappe e documenti erano inaccessibili e la fotografia documentale era agli albori. Tuttavia, la teoria di Collingridge non trovò approvazione pubblica e i professori G. Arnold Wood ed Ernest Scott criticarono pubblicamente molte delle sue affermazioni. Collingridge produsse una versione più breve del libro per le scuole del Nuovo Galles del Sud, The First Discovery of Australia and New Guinea, che però non fu adottato.
Anche il professor Edward Haewood fornì precoci critiche alla teoria. Nel 1899 osservò che l'argomentazione secondo cui le coste australiane fossero state raggiunte già all'inizio del XVI secolo si basava quasi esclusivamente sull'ipotesi che, in quell'epoca, «un certo cartografo ignoto avesse disegnato una grande terra, con indicazioni di una conoscenza precisa delle sue coste, nella parte del globo in cui si trova l'Australia». Egli sottolineava che «sorge una difficoltà dalla necessità di supporre almeno due viaggi separati di scoperta, uno per ciascuna costa, benché non esista alcuna traccia di tali spedizioni». E aggiungeva: «La difficoltà, naturalmente, è spiegare in altro modo la presenza di quella mappa. La rappresentazione del Giappone nelle mappe di Dieppe, l'inserimento di un'Isle des Géants nell'Oceano Indiano meridionale, di Catigara sulla costa occidentale del Sud America, e nelle versioni successive la raffigurazione di una costa fittizia di un continente australe con numerose baie e fiumi, mostrano quanto poco affidamento si possa porre su tali mappe per quanto riguarda le aree più remote del mondo e l'influenza ancora esercitata sugli autori dalle fonti antiche». Heawood concludeva: «Questo dovrebbe sicuramente indurci a esitare prima di fondare un'ipotesi così importante come quella della scoperta dell'Australia nel XVI secolo sulla sola testimonianza di queste mappe».

### Kenneth McIntyre e lo sviluppo della teoria nel XX secolo

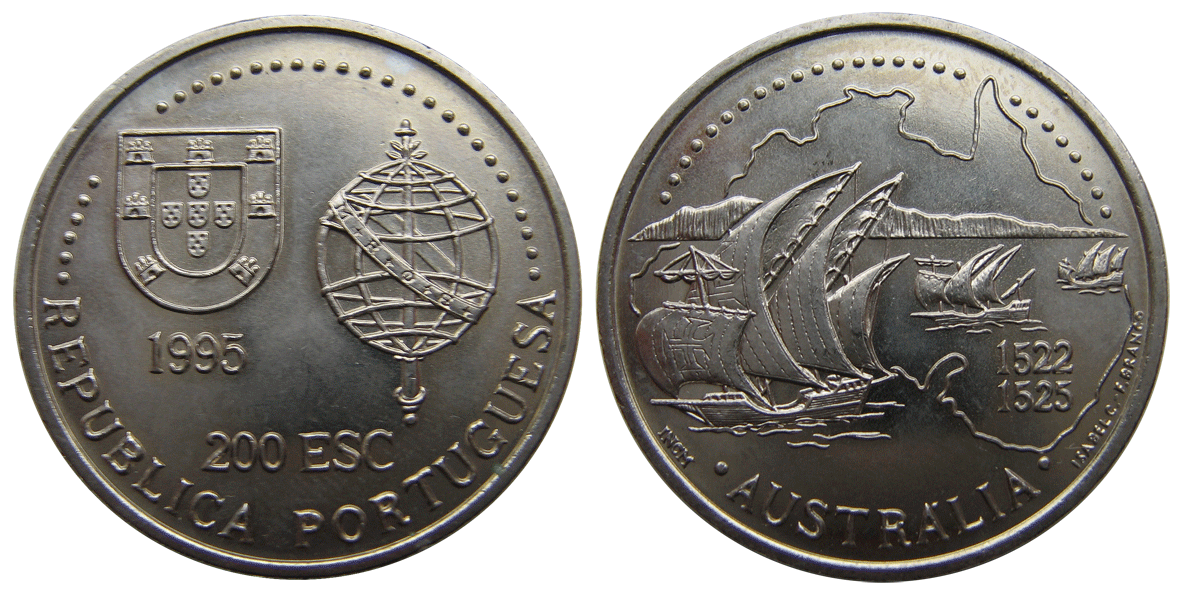
Moneta portoghese da 200 escudo del 1995 commemorativa della rivendicazione della scoperta

Lo sviluppo della teoria della scoperta portoghese dell'Australia deve molto al libro dell'avvocato di Melbourne Kenneth McIntyre, The Secret Discovery of Australia; Portuguese ventures 200 years before Cook, pubblicato nel 1977. Il libro di McIntyre fu ristampato in una versione tascabile ridotta nel 1982 e di nuovo nel 1987, e già a metà degli anni '80 era inserito nei programmi scolastici di storia. Secondo Tony Disney, la teoria di McIntyre influenzò un'intera generazione di insegnanti di storia nelle scuole australiane. Negli anni '80 fu anche realizzato un documentario televisivo basato sul libro da Michael Thornhill, e McIntyre e la sua teoria furono oggetto di numerose recensioni e articoli positivi su quotidiani e riviste nei vent'anni successivi. Anche i manuali scolastici di storia riflettono l'evoluzione dell'accoglienza delle sue teorie. Il sostegno di Helen Wallis, curatrice delle mappe presso la British Library durante le sue visite in Australia negli anni '80, sembrò conferire un certo peso accademico alla teoria di McIntyre. Nel 1987, il ministro australiano della scienza, Barry Jones, lanciando il Second Mahogany Ship Symposium a Warrnambool, dichiarò: «Ho letto l'importante libro di Kenneth McIntyre [...] appena uscito nel 1977. Ho trovato il suo argomento centrale [...] persuasivo, seppur non conclusivo». L'apparizione di varianti, ma fondamentalmente di teorie di supporto tra la fine degli anni '70 e i primi anni '80 da parte di altri autori, tra cui Ian McKiggan e Lawrence Fitzgerald, contribuì a rafforzare la credibilità della teoria della scoperta portoghese dell'Australia. Nel 1994, McIntyre espresse soddisfazione per la crescente accettazione della sua teoria in Australia: «Si sta diffondendo gradualmente. La cosa importante è che [...] è stata inserita nei programmi scolastici e quindi gli studenti ne hanno [...] sentito parlare. Col tempo diventeranno insegnanti e [...] insegneranno la stessa cosa ai loro studenti, e così via».

## Prove e argomentazioni presunte

### Interpretazione delle mappe di Dieppe

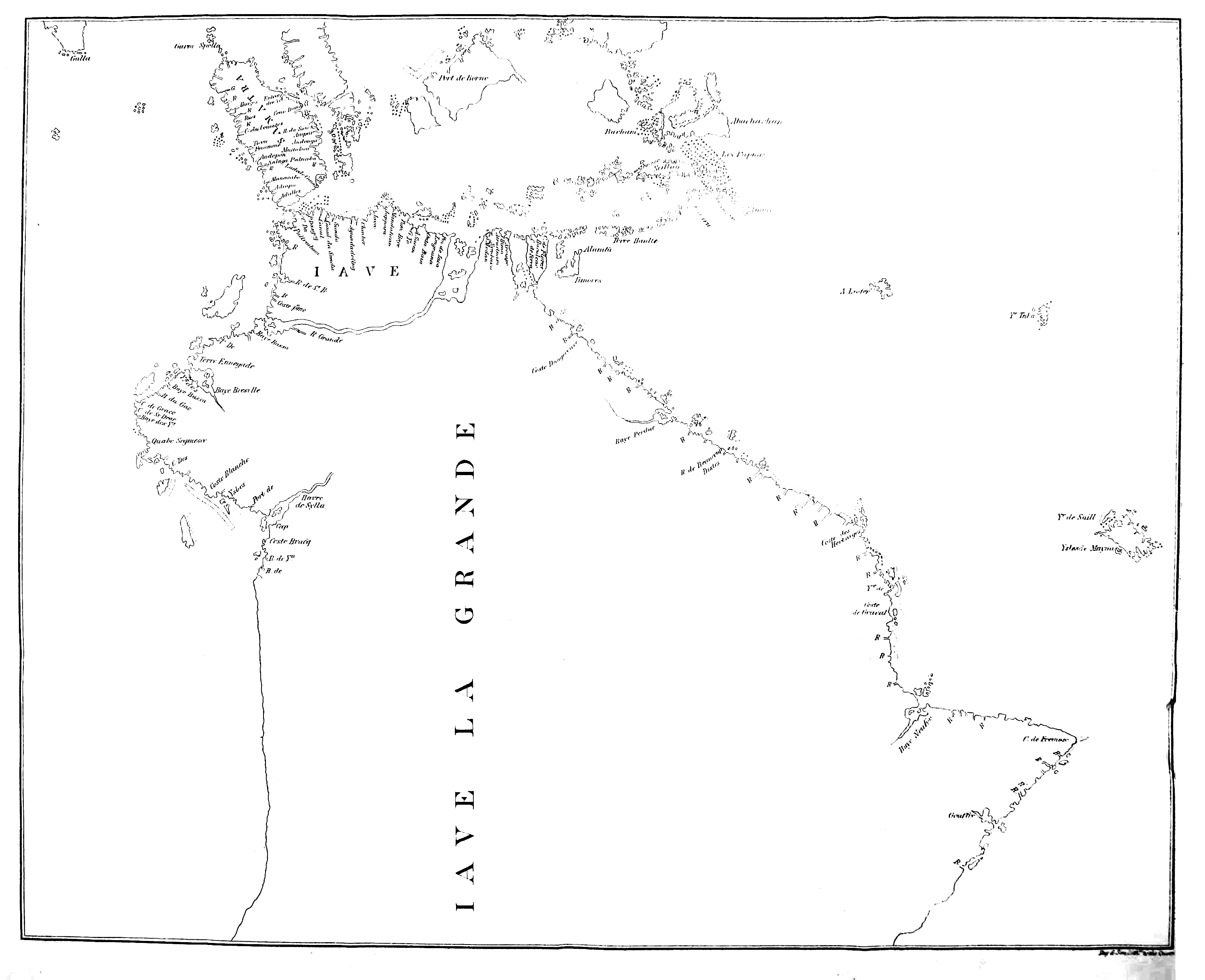
Giava la Grande sul mappamondo harleiano, come illustrato in Ernest Favenc, The history of Australian exploration from 1788 to 1888, London & Sydney, Griffith, Farran, Okeden & Welsh, Turner & Henderson, 1888.

Il pilastro centrale della teoria della scoperta portoghese dell'Australia suggerisce che il continente chiamato Giava la Grande, che appare in modo unico su una serie di mappe mondiali francesi del XVI secolo appartenenti alla scuola cartografica di Dieppe, rappresenti l'Australia. Nel 1982 Kenneth McIntyre definì le mappe di Dieppe «l'unica prova della scoperta portoghese dell'Australia orientale». Sottolineò questo aspetto per chiarire «che la Nave di Mogano, le Chiavi di Geelong e altre cose di questo genere non fanno parte della prova che i portoghesi scoprirono l'Australia. È il contrario: le mappe di Dieppe dimostrano [sic] che i portoghesi scoprirono l'Australia, e ciò getta una luce intensa sui nostri misteri come la Nave di Mogano». Anche autori successivi sull'argomento hanno adottato lo stesso approccio, concentrandosi principalmente su «Giava la Grande» come appare nelle mappe di Dieppe, tra cui Fitzgerald, McKiggan e, più recentemente, Peter Trickett. Anche i critici della teoria, tra cui A. Ariel, M. Pearson, W. A. R. Richardson, Gayle K. Brunelle e Robert J. King, si soffermano soprattutto sulla massa continentale di «Giava la Grande» nelle mappe di Dieppe (vedi sotto).
W. A. R. Richardson sostiene che Giava la Grande, come appare sulle mappe di Dieppe, sia almeno in parte basata su fonti portoghesi oggi perdute. McIntyre attribuiva le discrepanze tra la costa di Giava la Grande e quella australiana alle difficoltà di registrare accuratamente le posizioni in assenza di un metodo affidabile per determinare la longitudine, nonché alle tecniche utilizzate per adattare le mappe a diverse proiezioni.
Alla fine degli anni '70, il matematico Ian McKiggan sviluppò la sua teoria dell'errore esponenziale di longitudine per spiegare tali discrepanze, anche se modificò successivamente la sua posizione dopo un confronto pubblico con W. A. R. Richardson. Anche la teoria di McIntyre sulla distorsione delle mappe e sui calcoli utilizzati per correggerle è stata contestata. Sia Lawrence Fitzgerald sia Peter Trickett sostengono che Giava la Grande sia basata su carte nautiche portoghesi oggi perdute, che i cartografi di Dieppe avrebbero poi rappresentato in modo errato. Entrambi questi autori cercano di confrontare le caratteristiche costiere di Giava la Grande con quelle dell'Australia moderna, riallineandole.
Nel 1994, McIntyre suggerì che gli scritti di Pedro Nunes supportassero la sua interpretazione della distorsione riscontrata nelle mappe di Dieppe.
Helen Wallis, curatrice delle mappe presso il British Museum, nel 1988 parlò di una vera e propria «esplosione interpretativa» sull'argomento delle mappe di Dieppe. Ella stessa sostenne personalmente l'ipotesi di una scoperta dell'Australia da parte di «un viaggio portoghese locale altrimenti sconosciuto» circa settant'anni prima degli olandesi, la cui carta sarebbe stata «presumibilmente» riportata a Dieppe dai superstiti di una spedizione francese a Sumatra guidata da Jean Parmentier nel 1529-30.

### Il ruolo di Cristóvão de Mendonça

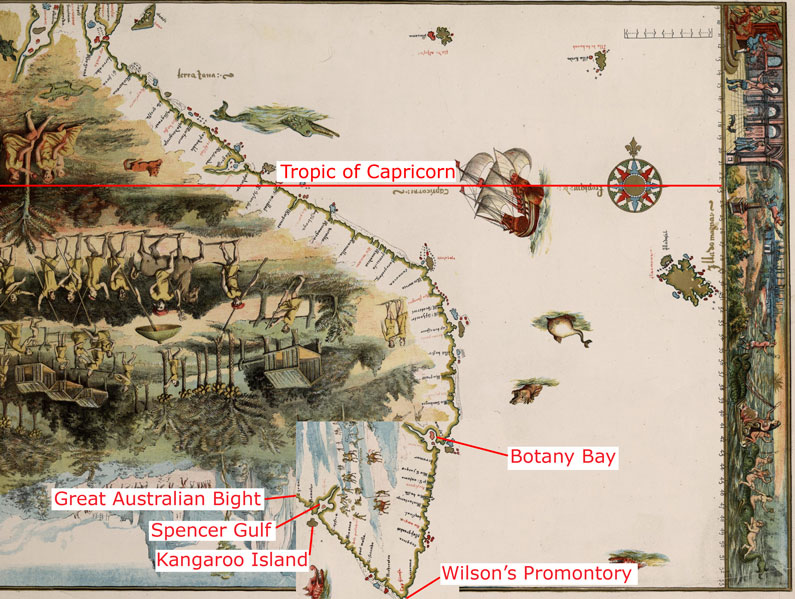
La mappa Vallard, con una parte ruotata di 90 gradi, e le localizzazioni ipotizzate da Peter Trickett in Beyond Capricorn.

Cristóvão de Mendonça è conosciuto attraverso un ristretto numero di fonti portoghesi, in particolare grazie al celebre storico portoghese João de Barros nella sua opera Décadas da Ásia (Decadi d'Asia), una storia dell'espansione dell'Impero portoghese in India e in Asia, pubblicata tra il 1552 e il 1615. Mendonça compare nel racconto di Barros con l'incarico di cercare le leggendarie Isole d'Oro. Tuttavia, Mendonça e altri marinai portoghesi vengono poi descritti come impegnati nella costruzione di un forte a Pedir (Sumatra), e Barros non menziona più la spedizione.
McIntyre ha identificato Cristóvão de Mendonça come comandante di un viaggio verso l'Australia tra il 1521 e il 1524, che viaggio che, a suo avviso, doveva essere tenuto segreto a causa del Trattato di Tordesillas del 1494, che divideva il mondo ancora sconosciuto in due metà tra Portogallo e Spagna. Barros e altre fonti portoghesi non menzionano alcuna scoperta di terre che possano corrispondere all'Australia, ma McIntyre ipotizzò che ciò fosse dovuto alla perdita dei documenti originali durante il terremoto di Lisbona del 1755, oppure alla politica ufficiale del silenzio.
La maggior parte dei sostenitori della teoria della scoperta portoghese dell'Australia ha appoggiato l'ipotesi di McIntyre, secondo cui fu Mendonça a navigare lungo la costa orientale australiana e a fornire le carte che sarebbero poi finite sulle mappe di Dieppe, venendo incluse come «Giava la Grande» nelle carte degli anni 1540, 1550 e 1560. McIntyre sosteneva che le mappe indicassero che Mendonça si spinse fino a Port Fairy, in Victoria; Fitzgerald sostiene che le mappe mostrino che raggiunse la Tasmania; Trickett afferma addirittura fino al golfo di Spencer nell'Australia Meridionale e all'Isola del Nord della Nuova Zelanda.

### Presunti prestiti lessicali portoghesi nelle lingue aborigene australiane
Negli anni '70 e '80 il linguista Carl Georg von Brandenstein, affrontando la teoria da un'altra prospettiva, sostenne che 60 parole usate dagli aborigeni dell'Australia nord-occidentale avessero origini portoghesi. Secondo Peter Mühlhäusler dell'Università di Adelaide:
Von Brandenstein prende in esame un certo numero di parole nelle lingue aborigene della regione di Pilbara che mostrano alcune somiglianze con parole portoghesi (e latine) e conclude che forse quindici su sessanta potrebbero essere prestiti dal portoghese o dal latino. Il caso più convincente è la parola per «tartaruga» in varie lingue Pilbara, tra cui Ngarluma, Karierra, Ngarla, Yinjibarndi e Nyamal, che è «tartaruga» o «thartaruga» – la prima identica alla parola portoghese per questo animale. Tali prestiti dovrebbero risalire ai primi contatti portoghesi con la costa di Pilbara e indicano che i portoghesi effettivamente entrarono in comunicazione con le popolazioni aborigene di quella regione. Tuttavia, non vi è alcuna prova che tali contatti siano stati tanto intensi o estesi da dare origine a una lingua di contatto.
Von Brandenstein sostenne inoltre che i portoghesi avessero fondato una «colonia segreta [...] e costruito una strada fino all'attuale città di Broome» e che «le abitazioni in pietra nell'est di Kimberley non avrebbero potuto essere realizzate senza influenze esterne». Tuttavia, secondo Nicholas Thieberger, la ricerca linguistica e archeologica moderna non ha corroborato queste tesi. Mühlhäusler concorda, affermando che «le prove di von Brandenstein sono piuttosto poco convincenti: i suoi dati storici sono speculativi – essendo la colonizzazione clandestina, non esistono registrazioni scritte e le sue affermazioni non sono supportate dalle prove linguistiche che cita».

### Altre presunte prove testuali e cartografiche
Nell'Australia contemporanea, vengono talvolta riportate testimonianze di presunte prove testuali e cartografiche, di vario rilievo, e occasionalmente anche reperti, che vengono considerate potenzialmente in grado di «riscrivere» la storia australiana, in quanto suggerirebbero una presenza straniera in Australia. Nel gennaio 2014, una galleria di New York mise in vendita un manoscritto portoghese del XVI secolo, su una delle cui pagine comparivano annotazioni marginali raffiguranti un animale non identificato, che la galleria suggeriva potesse essere un canguro. Martin Woods, della National Library of Australia, ha commentato: «La somiglianza dell'animale con un canguro o un wallaby è abbastanza evidente, ma potrebbe trattarsi anche di un altro animale del Sud-est asiatico, come una delle tante specie di cervi [...] Al momento, purtroppo, la presenza di un animale dalle orecchie lunghe e dai piedi grandi in un manoscritto non aggiunge molto». Peter Pridmore, della La Trobe University, ha invece suggerito che la figura marginale rappresenti un oritteropo.

#### Speculum Orbis Terrae

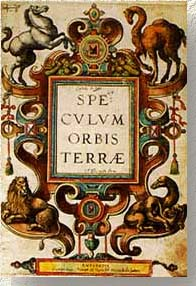
Frontespizio dello Speculum Orbis Terrae, un atlante pubblicato nel 1593. Kenneth McIntyre sostiene che l'animale nell'angolo in basso a destra sia un canguro.

Altri testi della stessa epoca rappresentano una terra situata a sud della Nuova Guinea, popolata da una varietà di flora e fauna. Una sezione di una mappa contenuta nell'atlante Speculum Orbis Terrae di Cornelis de Jode (1593) raffigura la Nuova Guinea e una terra ipotetica a sud, abitata da draghi. Kenneth McIntyre ha suggerito che, sebbene Cornelis de Jode fosse olandese, il frontespizio dello Speculum Orbis Terrae possa costituire una prova di una precoce conoscenza portoghese dell'Australia. La pagina mostra quattro animali: un cavallo, che rappresenta l'Europa; un cammello, per l'Asia; un leone, per l'Africa; e un altro animale che somiglia a un canguro, a rappresentare un quarto continente. Quest'ultimo animale presenta una tasca marsupiale con due piccoli e le tipiche zampe posteriori piegate di un canguro o di un altro membro della famiglia dei macropodi. Tuttavia, poiché i macropodi (compresi il tilogale della Nuova Guinea, il wallaby delle sabbie e il wallaby di Goodenough) si trovano anche in Nuova Guinea e nell'Arcipelago di Bismarck, ciò potrebbe non avere alcuna rilevanza per una possibile scoperta portoghese dell'Australia. Un'altra spiegazione è che l'animale sia basato su un opossum nordamericano.

#### James Cook e il porto di Cooktown
L'11 giugno 1770, l'Endeavour di James Cook urtò una barriera corallina (oggi nota come Endeavour Reef) al largo della costa dell'attuale Queensland. Si trattò di un evento potenzialmente catastrofico e la nave cominciò immediatamente a imbarcare acqua. Tuttavia, nei quattro giorni successivi, l'Endeavour riuscì a procedere lentamente, cercando un luogo sicuro. Nel 1976, McIntyre suggerì che Cook fosse riuscito a trovare un grande porto (il porto di Cooktown) perché aveva accesso a una copia di una delle mappe di Dieppe. McIntyre ritenne che un commento di Cook nel suo diario – che al Simposio sulla Mahogany Ship del 1982 citò come: «questo porto andrà benissimo per i nostri scopi, anche se non è grande come mi era stato detto» – indicasse che Cook possedeva o aveva visto una copia della Mappa Dauphin, e che quindi la stesse utilizzando per orientarsi lungo la costa orientale australiana. McIntyre riconosceva nel suo libro che Cook avrebbe potuto ricevere questa informazione dalla vedetta o dall'equipaggio delle scialuppe, ma aggiungeva che si trattava di una «osservazione insolita». Questo riferimento è stato mantenuto nelle edizioni successive di The Secret Discovery of Australia.
Nel 1997, Ray Parkin pubblicò una versione definitiva del viaggio di Cook dal 1768 al 1771, trascrivendo il registro originale dell'Endeavour, il diario di Cook e i resoconti degli altri membri dell'equipaggio. Parkin trascrisse il passo rilevante del diario come: «[...] ancorati a 4 braccia d'acqua a circa un miglio dalla costa, quindi ho fatto segnalare alle barche di tornare a bordo, dopo di che sono andato personalmente a segnare il canale, che ho trovato molto stretto e il porto molto più piccolo di quanto mi fosse stato detto, ma molto comodo per i nostri scopi». Il registro del 14 giugno menziona anche che le barche della nave sondavano il percorso per l'Endeavour danneggiata. Ciononostante, l'influenza dell'interpretazione di McIntyre è ancora visibile nei materiali didattici delle scuole australiane contemporanee.

### Prove presunte da reperti

#### La Nave di Mogano
Secondo McIntyre, i resti di una delle caravelle di Cristóvão de Mendonça sarebbero stati scoperti nel 1836 da un gruppo di balenieri naufraghi mentre camminavano tra le dune di sabbia verso il più vicino insediamento, Port Fairy. Gli uomini si imbatterono nel relitto di una nave in legno che sembrava essere di mogano. Tra il 1836 e il 1880, 40 persone dichiararono di aver visto un relitto «antico» o «spagnolo». Qualunque cosa fosse, il relitto non è stato più avvistato dal 1880, nonostante le ricerche approfondite effettuate in tempi recenti. L'accuratezza di McIntyre nella trascrizione dei documenti originali a sostegno della sua tesi è stata criticata da alcuni studiosi contemporanei. L'indagine condotta da Murray Johns nel 2005 sui resoconti ottocenteschi della «Mahogany Ship» suggerisce che le testimonianze oculari in realtà si riferiscano a più di un naufragio nella zona. Johns conclude che questi relitti erano imbarcazioni australiane costruite nei primi decenni del XIX secolo e non sono collegati all'attività marittima.

#### Le Chiavi di Geelong
Nel 1847, a Limeburners Point, vicino a Geelong, nello stato di Victoria, Charles La Trobe, appassionato geologo dilettante, stava esaminando conchiglie e altri depositi marini messi allo scoperto dagli scavi associati alla produzione di calce nell'area. Un operaio gli mostrò un mazzo di cinque chiavi che sosteneva di aver trovato il giorno precedente. La Trobe concluse che le chiavi erano state lasciate su quella che all'epoca era la spiaggia circa 100-150 anni prima. Kenneth McIntyre ipotizzò che fossero state perse nel 1522 da Mendonça o da uno dei suoi marinai. Tuttavia, poiché le chiavi sono andate perdute, la loro origine non può essere verificata.
Una spiegazione più probabile è che le chiavi, ormai «molto deteriorate», siano state perse da uno degli operai della calce poco prima del ritrovamento, poiché lo strato di terra e conchiglie sotto cui furono trovate è stato datato tra i 2300 e i 2800 anni fa, rendendo la datazione di La Trobe poco plausibile. Secondo il geologo Edmund Gill e l'ingegnere-storico Peter Alsop, l'errore di La Trobe è comprensibile, dato che nel 1847 la maggior parte degli europei riteneva che il mondo avesse solo 6000 anni.

#### Il cannone
Nel 1916, due cannoni di bronzo furono trovati su una piccola isola nella Napier Broome Bay, lungo la costa di Kimberley, nell'Australia Occidentale. Poiché inizialmente si pensò erroneamente che i cannoni fossero carronate, la piccola isola venne chiamata Carronade Island.
Kenneth McIntyre riteneva che questi cannoni rafforzassero la teoria della scoperta portoghese dell'Australia. Tuttavia, gli scienziati del Western Australian Museum di Fremantle effettuarono un'analisi dettagliata delle armi e determinarono che si trattava di archibusoni, quasi certamente di origine makassarese della fine del XVIII secolo, e non di origine europea. L'affermazione secondo cui uno dei cannoni porterebbe uno «stemma portoghese» è scorretta.
Nel gennaio 2012, un archibusone trovato due anni prima a Dundee Beach, vicino a Darwin, fu ampiamente riportato da fonti giornalistiche online e dalla stampa australiana come di origine portoghese. Tuttavia, un'analisi successiva del Museum and Art Gallery del Territorio del Nord ha indicato che anch'esso era di origine sud-est asiatica. Analisi ulteriori suggeriscono che il piombo del cannone somigli maggiormente a quello proveniente dall'Andalusia, in Spagna, anche se potrebbe essere stato riciclato in Indonesia. Il museo possiede sette cannoni di fabbricazione sud-est asiatica nella propria collezione. Un altro archibusone di fabbricazione sud-est asiatica, trovato a Darwin nel 1908, è conservato al Museum of South Australia. Nel 2014 si è scoperto che la sabbia all'interno del cannone di Dundee Beach risale al 1750.

#### Bittangabee Bay

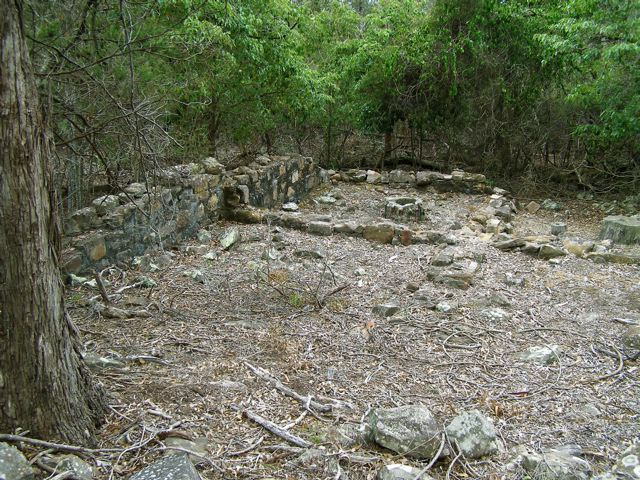
Resti della Bittangabee House, costruita dai fratelli Imlay e abbandonata prima del completamento intorno al 1844. Kenneth McIntyre la ritenne di origine portoghese, mentre Gavin Menzies la attribuì a una costruzione cinese.

Kenneth McIntyre fu il primo a suggerire, nel 1977, che le rovine in pietra presso Bittangabee Bay, nel parco nazionale Beowa vicino a Eden, sulla costa meridionale del Nuovo Galles del Sud, fossero di origine portoghese.
Le rovine sono le fondamenta di un edificio, circondate da macerie di pietra che, secondo McIntyre, avrebbero potuto in origine costituire una muraglia difensiva. McIntyre segnalò anche la presenza della data 15?4 incisa su una pietra. Ipotizzò che l'equipaggio di una caravella portoghese avesse costruito un fortino e una muraglia difensiva durante una sosta invernale lungo la costa orientale australiana durante un viaggio di scoperta.
Da quando McIntyre avanzò la sua teoria nel 1977, sul sito sono state condotte ricerche approfondite da Michael Pearson, ex storico per il NSW Parks and Wildlife Service. Pearson ha identificato le rovine di Bittangabee Bay come un magazzino costruito dai fratelli Imlay, primi abitanti europei della zona, che avevano interessi nella caccia alle balene e nelle attività pastorali nell'area di Eden. Il locale Protettore degli Aborigeni, George Augustus Robinson, scrisse dell'inizio dei lavori per la costruzione nel luglio 1844. L'edificio fu lasciato incompiuto in seguito alla morte di due dei tre fratelli, avvenuta nel 1846 e 1847.
Altri visitatori e studiosi, tra cui Lawrence Fitzgerald, non sono riusciti a trovare la data 15?4. Nel suo Beyond Capricorn del 2007, Peter Trickett suggerisce che la data osservata da McIntyre possa essere in realtà dei segni casuali sulla pietra.
Trickett accetta il lavoro di Pearson, ma ipotizza che i fratelli Imlay possano aver iniziato a costruire sopra una struttura portoghese in rovina, il che spiegherebbe le pietre circostanti e quelle solo parzialmente lavorate. Trickett suggerisce inoltre che il nome aborigeno della zona possa essere di origine portoghese.

#### Monete del Sultanato di Kilwa
Nel 1944, nove monete furono trovate sull'isola di Marchinbar dall'operatore radio della RAAF Maurie Isenberg. Quattro monete furono identificate come duit olandesi risalenti al periodo compreso tra il 1690 e il 1780 circa, mentre cinque, con iscrizioni in arabo, furono attribuite al Sultanato di Kilwa, nell'Africa orientale. Le monete sono oggi conservate presso il Powerhouse Museum di Sydney. Nel 2018, un'altra moneta, anch'essa ritenuta proveniente da Kilwa, è stata trovata su una spiaggia dell'isola di Elcho, un'altra delle isole Wessel, dall'archeologo Mike Hermes, membro del gruppo Past Masters. Hermes ha ipotizzato che ciò possa indicare commerci tra gli aborigeni australiani e Kilwa, oppure che le monete siano giunte come risultato dei contatti dei Makassar con l'Australia. Anche Ian S. McIntosh ritiene che le monete siano «probabilmente state introdotte da marinai di Makassar [...] durante la prima ondata di raccolta di oloturie (trepanging) ed esplorazione negli anni 1780».

## Critiche e interpretazioni alternative delle mappe di Dieppe
Probabilmente a causa dell'elevato grado di congetture coinvolte nella teoria della scoperta portoghese dell'Australia, sono emerse numerose critiche. Matthew Flinders guardò con scetticismo alla «Giava la Grande» delle mappe di Dieppe nella sua opera A Voyage to Terra Australis, pubblicata nel 1814, e concluse: «sembra essere stata formata in parte da informazioni vaghe, raccolte probabilmente dai primi navigatori portoghesi presso le popolazioni orientali; e il resto lo ha fatto la congettura. Si può tuttavia ammettere che una parte delle coste occidentali e nord-occidentali, dove la coincidenza di forma è più evidente, possa essere stata effettivamente vista dagli stessi portoghesi prima del 1540, durante i loro viaggi da e verso l'India».
Nell'ultimo capitolo di The Secret Discovery of Australia, Kenneth McIntyre lanciò una sfida, affermando: «Ogni critico che cerca di negare la scoperta portoghese dell'Australia deve confrontarsi con il problema di fornire una teoria alternativa per spiegare l'esistenza delle mappe di Dieppe. Se la Dauphin non è la testimonianza di una reale esplorazione, cos'è allora?».
L'autore più prolifico su questa teoria, e anche il suo critico più costante, è stato il professore associato della Flinders University W.A.R. (Bill) Richardson, che ha scritto 20 articoli sull'argomento dal 1983. Richardson, accademico fluente in portoghese e spagnolo, inizialmente si avvicinò alle mappe di Dieppe per cercare di dimostrare che erano effettivamente legate alla scoperta portoghese dell'Australia. Proprio per questo le sue critiche risultano particolarmente interessanti. Egli afferma di essersi reso presto conto che non vi fosse alcuna connessione tra le mappe di Dieppe e la costa dell'Australia moderna:
Il caso di una precoce scoperta portoghese dell'Australia poggia interamente su somiglianze immaginate tra il «continente» di Giava la Grande sulle mappe di Dieppe e l'Australia. Non esistono carte portoghesi del XVI secolo sopravvissute che mostrino alcuna traccia di terre in quell'area, né alcun resoconto di viaggi lungo qualunque tratto della costa australiana prima del 1606. I sostenitori della teoria portoghese tentano di spiegare questa imbarazzante assenza di prove dirette ricorrendo a due motivi: la politica portoghese del segreto ufficiale, che sarebbe stata applicata con un'efficacia quasi incredibile, e il terremoto di Lisbona del 1755, che, a loro dire, avrebbe distrutto tutti i documenti rilevanti.
Richardson respinge l'idea che Cristóvão de Mendonça abbia navigato lungo la costa orientale australiana, definendola mera speculazione basata su viaggi dei quali non è sopravvissuto alcun dettaglio. Analogamente, il riassemblaggio di sezioni della costa di «Giava la Grande» per farla coincidere con l'attuale contorno dell'Australia si basa su un ulteriore insieme di assunzioni arbitrarie: seguendo tale logica, «Giava la Grande» potrebbe essere ricostruita per somigliare a qualsiasi cosa.
Un'altra dimensione dell'argomentazione di Richardson riguarda la metodologia. Egli sostiene che la pratica di McIntyre di ridisegnare sezioni delle mappe nei suoi libri fosse fuorviante, poiché nel tentativo di chiarire in realtà ometteva dettagli e nomi cruciali che non supportavano la teoria della scoperta portoghese.
Per Richardson, lo studio dei toponimi su «Giava la Grande» rivela una chiara connessione con le coste di Giava meridionale e dell'Indocina. Il professor emerito Victor Prescott ha affermato che Richardson «ha brillantemente demolito l'argomento secondo cui Giava la Grande mostrerebbe la costa orientale dell’Australia». Tuttavia, lo storico australiano Alan Frost ha scritto di recente che l'argomento di Richardson, secondo cui la costa orientale di Giava la Grande sarebbe in realtà la costa del Vietnam, è «così speculativo e contorto da non essere credibile».
Nel 1984, anche il capitano A. Ariel, comandante di lungo corso, criticò The Secret Discovery of Australia, sostenendo che McIntyre aveva commesso gravi errori nell'interpretazione e nella misurazione della «deviazione» in longitudine, concludendo che McIntyre sbagliava «su tutti i fronti della navigazione» e che The Secret Discovery of Australia fosse «un'opera monumentale di errata interpretazione».
La storica della cartografia francese Sarah Toulouse, nel 1998, ha concluso che, allo stato attuale delle fonti disponibili, è più ragionevole considerare Giava la Grande come il puro prodotto dell'immaginazione di un cartografo normanno che fece scuola tra i suoi compatrioti.
Nel 2005, lo storico Michael Pearson osservava, a proposito delle mappe di Dieppe come prova di una scoperta portoghese dell'Australia:
Se i portoghesi avessero effettivamente cartografato le coste settentrionali, occidentali e orientali, queste informazioni furono nascoste alla conoscenza generale [...] Le mappe di Dieppe non vantano fonti, né alcun «scopritore» delle terre raffigurate [...] e l'iconografia delle varie mappe si basa su animali e dati etnografici di Sumatra, non sulla realtà australiana. In questo senso, le mappe non ampliarono davvero la conoscenza europea dell'Australia: la raffigurazione di «Giava la Grande» non ha uno status superiore a qualunque altra rappresentazione congetturale della Terra Australis.
In una recente interpretazione delle mappe di Dieppe, la professoressa Gayle K. Brunelle della California State University, Fullerton, ha sostenuto che la scuola cartografica di Dieppe dovrebbe essere vista come propagandista della conoscenza geografica e delle rivendicazioni territoriali francesi. Il periodo di massimo sviluppo della scuola di Dieppe (circa 1535-1562) coincise infatti con il culmine del commercio francese con il Nuovo Mondo nel XVI secolo – in particolare il commercio del pesce nel Nord Atlantico, delle pellicce e, aspetto centrale per i cartografi, la rivalità con il Portogallo per il controllo delle coste del Brasile e delle forniture del prezioso legno di brasile. Il vivace colorante rosso prodotto dal legno di brasile sostituì il guado come principale tintura nell'industria tessile in Francia e nei Paesi Bassi. I cartografi di Dieppe utilizzarono le competenze e la conoscenza geografica di marinai, piloti e geografi portoghesi operanti in Francia per produrre mappe intese a sottolineare gli interessi francesi e la supremazia su territori del Nuovo Mondo reclamati anche dai portoghesi, sia a Terranova che in Brasile. La Brunelle nota che, per quanto riguarda progettazione e stile decorativo, le mappe di Dieppe rappresentavano una commistione tra le conoscenze più aggiornate circolanti in Europa e le visioni geografiche più antiche, derivate da Tolomeo e da cartografi ed esploratori medievali come Marco Polo. I cartografi rinascimentali, compresi quelli di Dieppe, si basavano ampiamente sulle opere reciproche e su mappe di generazioni precedenti, per cui i loro lavori rappresentavano un misto di informazioni nuove e vecchie spesso fuse in modo poco armonico sulla stessa carta.
Il dibattito accademico sulle mappe di Dieppe continua ancora nel XXI secolo. Nel 2019, il professor Brian Lees e l'associate professor Shawn Laffan hanno presentato una relazione sostenendo che la mappa mondiale di Jean Rotz del 1542 rappresenta una «buona prima approssimazione» del continente australiano.
Anche lo storico della cartografia Robert J. King ha scritto ampiamente sull'argomento, sostenendo che Giava la Grande sulle mappe di Dieppe riflette la cosmografia del XVI secolo. Nel 2010, King ha ricevuto il Literary Achievement Award della Australasian Hydrographic Society in riconoscimento dei suoi studi sulle origini delle mappe di Dieppe. In un articolo pubblicato nel 2022, basato su una presentazione tenuta presso la Biblioteca Nazionale di Lisbona, King afferma che non esistono prove nei documenti e nelle carte portoghesi della prima metà del XVI secolo che i navigatori portoghesi abbiano scoperto l'Australia. Secondo lui, la grande terra meridionale chiamata Giava la Grande, o Terra di Lucac, sulle carte mondiali della scuola cartografica di Dieppe, portata come prova dai sostenitori della scoperta precoce, può essere spiegata contestualizzando queste mappe nello sviluppo della teoria cosmografica e della sua rappresentazione cartografica, da Enrico Martello a Gerardo Mercatore (1491-1569). Il continente australe dei cartografi di Dieppe, come quello di Mercatore con il suo promontorio di Beach (Locach), non sarebbe il frutto di scoperte reali da parte di navigatori francesi o portoghesi, ma di una proiezione immaginativa a partire da alcune coste mal identificate o posizionate del sud del mondo. Dopo la spedizione di Magellano (1519-1522), l'identificazione errata della Java Minor di Marco Polo (Sumatra) con l'isola di Madura permise di lasciare indefinita la costa meridionale di Java Major (Giava), nonostante i sopravvissuti della spedizione di Magellano avessero fatto ritorno in Spagna passando a sud di Java Major e non attraverso lo stretto tra Madura e Giava come si riteneva dal resoconto di Pigafetta. Questo permise ai cartografi di identificare Java Major come un promontorio della Terra Australis e con il Locach di Marco Polo. Un adattamento della mappa di Oronzio Fineo del 1531 fornì la base per le mappe mondiali di Gerardo Mercatore e dei cartografi di Dieppe. In queste mappe, la Regio Patalis, mostrata come promontorio della Terra Australis nella carta di Fineo, fu identificata con la Java Major o Locach di Marco Polo (detta anche Beach). Le ysles de magna e ye. de saill, raffigurate al largo della costa orientale di Giava la Grande sulla mappa harleiana, che appaiono come I. de Mague e I. de Sally nell'opera Quarte Partie du Monde di André Thevet, rappresentano le due isole scoperte da Magellano durante la traversata del Pacifico nel 1522, da lui chiamate Desventuradas o Islas Infortunatos. La Giava la Grande e la Terra di Lucac delle mappe di Dieppe rappresentavano la Java Major e il Locach di Marco Polo, dislocate dai cartografi che fraintesero le informazioni su Sud-est asiatico e America riportate dai navigatori portoghesi e spagnoli. In un successivo articolo, King sostiene che i cartografi di Dieppe identificarono Java Major (Giava la Grande) – o, nel caso di Guillaume Brouscon, Locach (Terre de Lucac) – con la Regio Patalis di Oronzio Fineo.